# Adhruh
Adhruh és una petita vila de Jordània entre Maan i Petra on hi ha unes ruïnes romanes destacades.
La comarca s'anomenava antigament Djudham i durant l'expedició de Tabouk, en temps de Mahoma, es va sotmetre a aquest, junt amb la ciutat de Yarba. Les dues ciutats eren dependents llavors del bisbe d'Ailah (Eliath) un representant del qual va acompanyar als delegats de les dues ciutat a fer submissió a Mahoma. Se la va fixar un tribut de 100 dinar a l'any.
Després de la batalla de Siffin es va celebrar en Adruth una conferència per prendre una decisió final en el conflicte entre Alí i Muàwiya I. En aquesta ciutat Muàwiya I hauria rebut el reconeixement de Hàssan, el fill d'Alí. Abans de les Croades fou capital del districte d'Al-Sharat a la província d'Al-Balka. Durant les croades no se l'esmenta tot i que els croats posseïen a la regió Ahamant, Vaux Moyse (Wadi Musa) i altres llocs
Les ruïnes són descrites per Brünnow i Domaszewski a l'obra Die provincia arabia.